# 8,8 cm Flak 18
8,8 cm Flak 18 (pot. osiemdziesiątka ósemka niem. Acht-Acht) – niemiecka armata przeciwlotnicza z okresu II wojny światowej, powszechnie wykorzystywana również w roli armaty przeciwpancernej. W trakcie użytkowania poddawana kolejnym modernizacjom jako 8,8 cm Flak: 36, 37 i 37/41.

## Historia

### 8,8 cm Flak 18

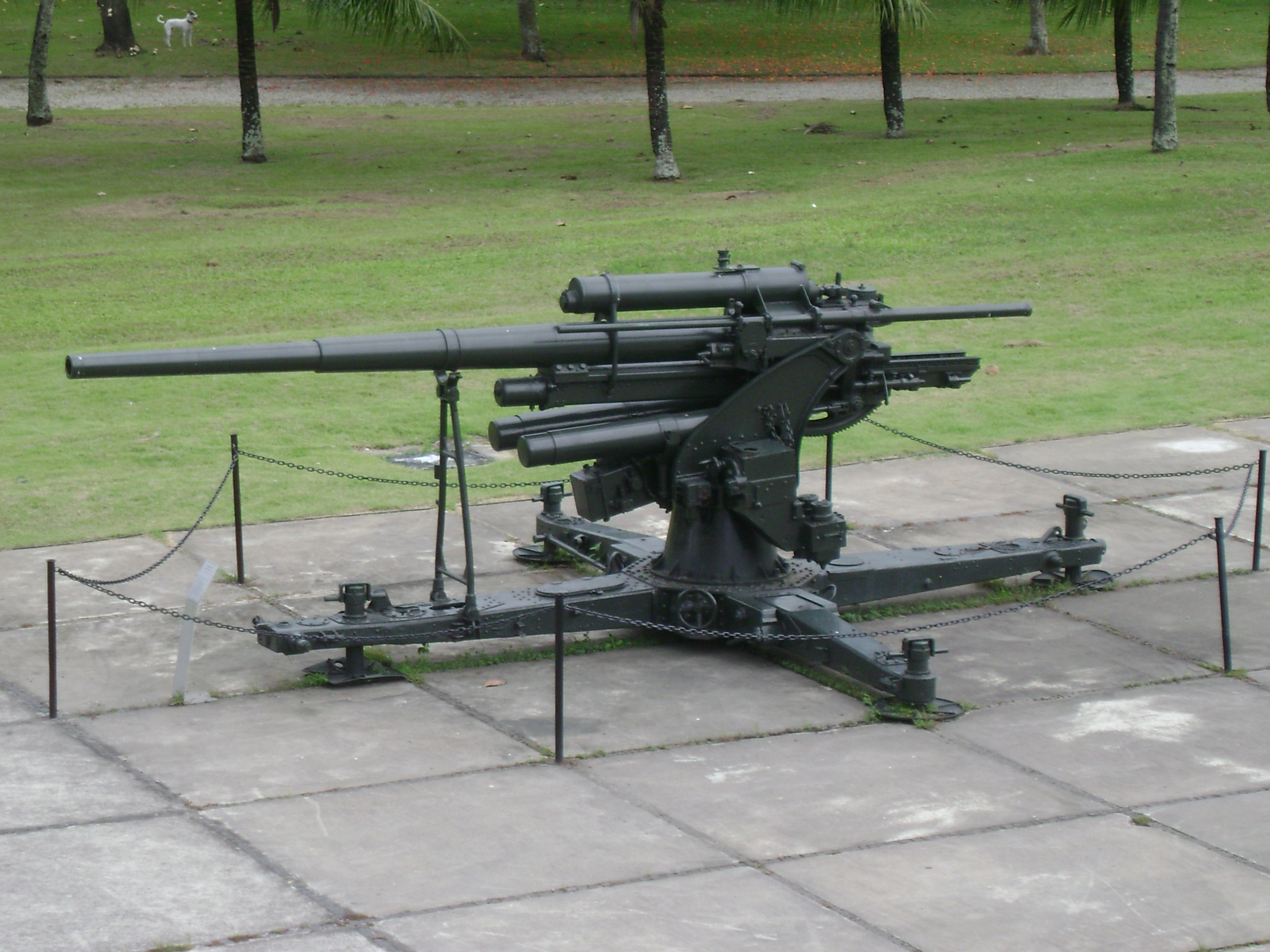
8,8 cm Flak 18

Szybkie zmiany zachodzące w lotnictwie w czasie I wojny światowej i w okresie międzywojennym, a szczególnie coraz lepsze osiągi silników lotniczych oznaczały, że nowo powstające wtedy samoloty zaczęły latać znacznie szybciej i wyżej niż samoloty używane w czasie I wojny światowej. W czasie tej wojny do roli artylerii przeciwlotniczej zaadaptowano różne istniejące już działa polowe, ale te rozwiązania nie oferowały odpowiedniej wydajności przeciwko nowym typom samolotów – niewystarczający był nie tylko maksymalny pułap pocisków, działa te strzelały także stanowczo zbyt wolno, aby ustawić skuteczną zaporę ogniową zdolną do strącenia szybko poruszających się samolotów. Wielu teoretyków wojskowości uznało, że artyleria przeciwlotnicza stała się praktycznie bezużyteczna i większość krajów nie poświęciła zbyt dużo czasu na rozwiązanie tego problemu.
Niemieccy planiści zdecydowali się jednak zaprojektować nowy typ działa, zbudowanego specjalnie jako działo przeciwlotnicze, z dużą prędkością wylotową pocisku i z wysoką szybkostrzelnością. Poważny problem stanowił fakt, iż po pierwszej wojnie światowej zakazano Niemcom produkcji nowych typów broni. Niemcy obeszli ten zakaz, tworząc spółkę z zakładami Boforsa w Szwecji, stronę niemiecką reprezentowały zakłady Kruppa.
Pomimo uznania za optymalny kalibru 88 mm w pierwszej kolejności skonstruowano armatę kalibru 75 mm – 7,5 cm Flak L/60, która od 1932 roku zaczęła trafiać do jednostek jako sprzęt szkolny. Bazując na konstrukcji tego działa, zbudowano docelową armatę kalibru 88 mm, wprowadzoną na uzbrojenie pod dezinformującym oznaczeniem 8,8 cm Flak 18 (88 mm armata przeciwlotnicza wzór 1918), sugerującym jej pierwszowojenną proweniencję.
Armata 8,8 cm Flak 18 została zamontowana na łożu krzyżowym, co pozwalało na ostrzał okrężny – prowadzenie ognia we wszystkich kierunkach. Dwa ogony łoża były składane, co pozwalało na szybkie podniesienie działa na podwozie kołowe. Z powodu dużego ciężaru armata 8,8 cm Flak 18 mogła być holowana tylko przez duże pojazdy – początkowo trzyosiowe samochody ciężarowe, a standardowym holownikiem tego działa został z czasem półgąsienicowy ciągnik artyleryjski Sd.Kfz.7. Działo posiadało lufę o długości 56 kalibrów, z jednoczęściową rurą rdzeniową i wyposażone było w zamek półautomatyczny, który wyrzucał z komory nabojowej puste łuski, a także samoczynnie zamykał się po załadowaniu, co pozwalało na szybkie i proste ładowanie armaty. Szybkostrzelność wynosiła pomiędzy 15 a 20 strzałów na minutę – około o połowę więcej niż szybkostrzelność większości innych dział z tego okresu.

### 8,8 cm Flak 36 i 37

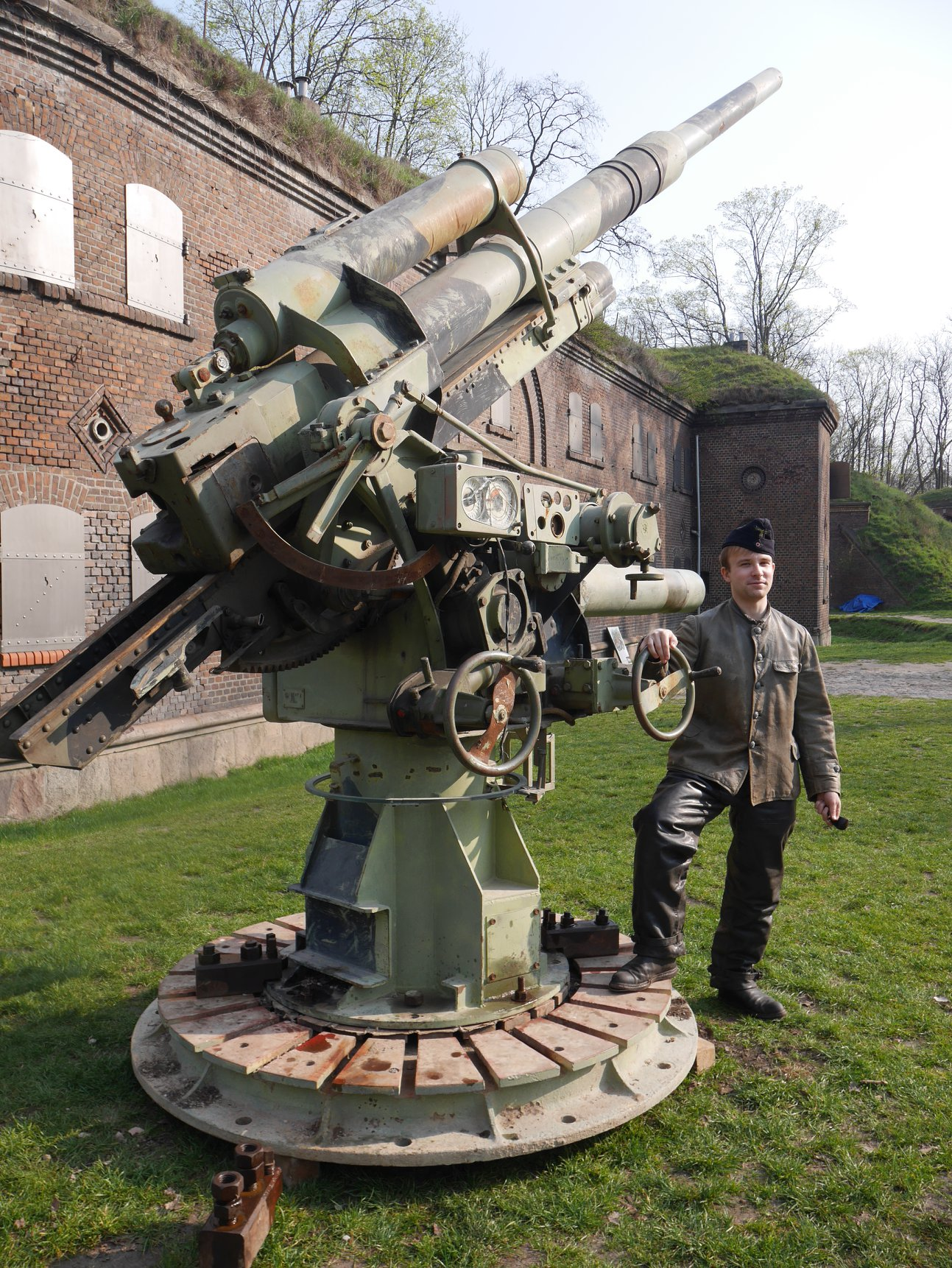
8,8 cm Flak 37 na łożu fortecznym.
Fort Gerharda w Świnoujściu

Po dojściu do władzy partii nazistowskiej w 1933 rozpoczęto już masową produkcję nowego działa i zostało ono użyte w czasie hiszpańskiej wojny domowej. Szybko okazało się, że jest to najlepsze dostępne działo przeciwlotnicze, a także znakomita, dalekosiężna armata zdolna do niszczenia wszystkich typów pojazdów. Znaleziono jednak szereg problemów i wad, które zostały poprawione w następnym modelu 8,8 cm Flak 36. Zastosowano w nim lufę z dzieloną rurą rdzeniową, zmodyfikowane łoże, a także nowe (i cięższe) podwozie, które pozwalało na holowanie działa zarówno w przód, jak i w tył.
Na uzbrojenie wprowadzono następnie nowy wariant 8,8 cm Flak 37, posiadający zmodyfikowany system łączności z przyrządem centralnym baterii.

### 8,8 cm Flak 37/41
Już w 1939 Luftwaffe, której w 1935 roku przekazano zadanie obrony przeciwlotniczej kraju, poprosiła o nowy typ działa, z jeszcze lepszymi osiągami. Zakłady Rheinmetall skonstruowały całkowicie nowa armatę 8,8 cm Flak 41 z większą prędkością wylotową pocisku, zwiększonym zasięgiem (do 15 000 m) i poprawioną szybkostrzelnością (do 25 strzałów na minutę). Nowe działo miało lufę z dzieloną rurą rdzeniową. Armata 8,8 cm Flak 41 była bardziej skomplikowaną bronią i borykała się z problemami z amunicją, często blokowała się w niej łuska. Przeszła chrzest bojowy w Tunezji, ale z powodu problemów z obsługą i serwisem w warunkach polowych zaczęto używać jej wyłącznie w Niemczech, gdzie można było o nią lepiej dbać. Do sierpnia 1944 wyprodukowano tylko 157 egzemplarzy tej broni, a do zakończenia produkcji w styczniu 1945 linię produkcyjną opuściło zaledwie 318 sztuk. Armatę Flak 41 próbowano również zamontować na podwoziu czołgowym, jako samobieżne działo przeciwlotnicze. W 1941 roku zakłady Krupp zbudowały jeden taki pojazd, który jednak nigdy nie wszedł do służby.
W związku z wprowadzeniem nowej amunicji dla armaty 8,8 cm Flak 41, podjęto również próbę zaadaptowania armat 8,8 cm Flak 37 do zasilania nowym nabojem. Wyprodukowano jedynie krótką serię (13 sztuk) zmodernizowanych 8,8 cm Flak 37/41, jednak w wyniku problemów technicznych ostatecznie zarzucono ten pomysł.
Niektóre części armaty były wspólne dla różnych wersji i wiele z dział używanych w czasie wojny było w taki sposób naprawianych. W sierpniu 1944 Niemcy mieli w posiadaniu prawie 11 tysięcy dział typu 8,8 cm Flak 18, 36 i 37, z których większość służyła w bateriach systemu obrony przeciwlotniczej kraju.

## Skuteczność bojowa
Osiemdziesiątki ósemki były używane w dwóch rolach: jako ciężkie, ruchome baterie przeciwlotnicze, ale także jako statyczne działa służące do obrony przestrzeni powietrznej Niemiec. W tej drugiej roli działa były ustawiane w dużych bateriach, a ich ogień był kierowany przez jedno stanowisko dowodzenia.
Podczas bitwy o Francję Wehrmacht szybko nauczył się, że pociski armat przeciwpancernych kalibru 37 milimetrów nie wystarczą do przebicia pancerzy ciężkich czołgów francuskich i brytyjskich. W desperacji oddziały niemieckie obróciły przeciw nim najpotężniejszą broń – działo przeciwlotnicze 88 mm. Wykorzystywany przeciwko celom naziemnym Flak 88 mm radził sobie wyśmienicie: potrafił z łatwością eliminować obiekty z odległości 1800 metrów. Wystrzeliwane z dużą prędkością pociski wydawały charakterystyczny dźwięk, który skutecznie obniżał morale wroga. W czasie pierwszej fazy inwazji na Francję „88-ki” zaczęły być używane do zwalczania grubo opancerzonych czołgów jak francuski Char B1 czy brytyjska Mk II Matilda, których pancerz przedni okazał się niemożliwy do przebicia dla innych niemieckich dział. Powszechnie w tej roli zaczęto używać tych dział podczas operacji w Afryce Północnej i w Związku Radzieckim.
Pociski wystrzelone z tej armaty przebijały pancerz o grubości ponad 150 mm nawet z odległości 2 km. Oznaczało to, że była to niewątpliwie najlepsza broń przeciwpancerna początkowego okresu wojny i pozostała skuteczna aż do jej zakończenia, dopiero w 1945 pojawiło się kilka konstrukcji, które były odporne na bezpośrednie trafienie z „88”. Bez żadnej wątpliwości działo to było najbardziej skuteczne na płaskich pustyniach Afryki Północnej i otwartych stepach Rosji, gdzie mogło się ono wykazać dalekim zasięgiem i wysoką celnością.

### Słabości
Armata 8,8 cm Flak była niezwykle skuteczną bronią, ale jej legendarny status przesłaniają niektóre ważne taktyczne słabości tej broni w przypadku jej użycia bezpośrednio na linii frontu: „88” była stosunkowo dużą bronią, trudną nie tylko do transportu, ale i do zamaskowania w warunkach bojowych. W sytuacjach, w których walka z czołgami wymagała szybkiego przemieszczania się z miejsca na miejsce, stanowiło to duży problem, zwłaszcza kiedy alianci mieli praktycznie całkowite panowanie w powietrzu, transport tych dużych armat był bardzo trudny.
Stosunkowo niewiele tych dział znajdowało się w jednostkach liniowych wojsk lądowych i na polu bitwy nie pojawiały się one często. Wojska niemieckie miały znacznie więcej dział przeciwpancernych kalibru 37, 50 i 75 mm, wiele z relacji i wspomnień z tego okresu, szczególnie ze strony żołnierzy alianckich, myliło się po prostu w identyfikacji tego działa. Częstym przykładem jest przypisanie go czołgowi PzKpfw V „Pantera”, choć był on wyposażony w armatę 75 mm.
Wszystkie słabości tej broni nie przekreślają jednak faktu, że odpowiednio użyta w przeznaczonym dla niej teatrze działań była wyjątkowo skuteczną armatą. Alianci zachodni dopiero pod koniec wojny otrzymali broń o podobnych możliwościach, brytyjską armatę 17-funtową.

## Konstrukcje pokrewne
Pod koniec lat trzydziestych skonstruowano pierwszą dedykowaną armatę przeciwpancerną kalibru 88 mm, będącą prostą modyfikacją 8,8 cm Flak 18. Działa te stosowane były w niewielkiej liczbie w ciężkich batalionach przeciwpancernych jako holowane, a także samobieżne na podwoziu opancerzonych ciągników artyleryjskich Sd.Kfz.7 i Sd.Kfz.8. Działo na bazie Sd.Kfz.7 podczas walk we Francji wykazało brak odporności na ostrzał i niską manewrowość w trudnych warunkach terenowych, dlatego rozwiązano pododdziały wyposażone w ten wariant działa. Natomiast wariant na bazie ciągnika Sd.Kfz.8 był wykorzystywany bojowo w czasie kampanii rosyjskiej z nadaną nazwą BunkerFlak.  Na bazie armaty 8,8 cm Flak 36 opracowana została natomiast armata czołgowa 8,8 cm Kw.K. 36, stanowiąca uzbrojenie czołgu Tiger.
Bazując na niezrealizowanej armacie przeciwlotniczej o wysokich osiągach konstrukcji Kruppa, zaprojektowano armatę przeciwpancerną 8,8 cm PaK 43. Pokrewne tej konstrukcji działo 8,8 cm Kw.K. 43 stanowiło uzbrojenie czołgu Tiger II oraz niszczyciela czołgów Jagdpanther. Armaty te potrafiły przebić 200 mm pancerza z odległości 1000 m, co wystarczało na zniszczenie każdego czołgu z okresu II wojny światowej.

## W muzeach
- Muzeum Obrony Wybrzeża w Świnoujściu (Fort Gerharda)[3] - 8.8 cm Flak 37 na podstawie fortecznej.
- Muzeum Śląskie w Katowicach
- Muzeum Polskiej Techniki Wojskowej – w trakcie konserwacji (egzemplarz wydobyty na plaży w Kuźnicy)